# Hothouse Flowers
Hothouse Flowers er en rockgruppe fra Irland der kombinerer traditionel irsk musik med soul, gospel og rock. Gruppen blev dannet i Dublin i 1985 og startede med gadeoptrædender. Deres første album, People (1988), var det mest succesfulde debutalbum i irland nogensinde, og det nåede førstepladsen på Irish Albums Chart og andenpladsen på UK Album Charts. Efter ydereligere to albums og omfattende turnéer gik gruppen i opløsning i 1994. Siden 1998 har den været samlet igen, men medlemmerne har sporadisk udsendt nye sange og gennemført turnéer, men flere har også haft solokarrierer.

## Medlemmer
| Current - Liam Ó Maonlaí – vokal, keyboard, guitar (1985–nu) - Fiachna Ó Braonáin – guitar, vokal (1985–nu) - Peter O'Toole – bas (1986–1998, 1999–2004, 2015–nu), guitar (1985–1986, 1998–1999), baggrundsvokal (1985–2004, 2015–nu) - Dave Clarke – trommer (1999–nu) - Martin Brunsden – kontrabads (2016–nu) | Former - Michan Walker – bas (1985–86) - John Paul Tansey – trommer (1985–87) - Jerry Fehily – trommer (1985–1994) - Leo Barnes – saxofon, baggrundsvokal (1985–1994; død 2022) - Wayne Sheehy – trommer (1998–1999) - Rob Malone – bas (1998–1999) - Kieran Kennedy – guitar (2001) |

## Diskografi

### Studiealbums
| People                                                                       | - Released: May 1988 - Label: London         | 1  | 30 | 20 | 32 | 47 | 6  | 11 | 21 | 2  | 88  | - BPI: Gold - RMNZ: Gold     |
| Home                                                                         | - Released: June 1990 - Label: London        | 1  | 1  | —  | 32 | 61 | 13 | 11 | —  | 5  | 122 | - ARIA: Platinum - BPI: Gold |
| Songs from the Rain                                                          | - Released: March 1993 - Label: London       | 1  | 19 | —  | 79 | 64 | 22 | 18 | 32 | 7  | 156 | - BPI: Silver                |
| Born                                                                         | - Released: May 1998 - Label: London         | 26 | —  | —  | —  | —  | —  | —  | —  | 97 | —   |                              |
| The Vaults Vol 1                                                             | - Released: 2003 - Label: London             | —  | —  | —  | —  | —  | —  | —  | —  | —  | —   |                              |
| Into Your Heart                                                              | - Released: February 2004 - Label: Rubyworks | 3  | —  | —  | —  | —  | —  | —  | —  | —  | —   |                              |
| Let's Do This Thing                                                          | - Released: 2016 - Label: Self-released      | —  | —  | —  | —  | —  | —  | —  | —  | —  | —   |                              |
| "—" denotes items that did not chart or were not released in that territory. |                                              |    |    |    |    |    |    |    |    |    |     |                              |

### Opsamlingsalbum
| Just a Note                                                                  | - Released: November 1991 (Australia only) - Label: PolyGram | —  | 74 |
| The Best Of                                                                  | - Released: October 2000 - Label: London                     | 35 | —  |
| The Platinum Collection                                                      | - Released: March 2006 - Label: Rhino                        | 44 | —  |
| "—" denotes items that did not chart or were not released in that territory. |                                                              |    |    |

### Livealbums
| Titel         | Albumdetaljer                            |
| ------------- | ---------------------------------------- |
| Live          | - Released: 1999 - Label: (Not on Label) |
| Goodnight Sun | - Released: 2010 - Label: (Not on Label) |

### Singler
| År   | Titel                                                                         | Højeste hitlisteplacering | Højeste hitlisteplacering | Højeste hitlisteplacering | Højeste hitlisteplacering | Højeste hitlisteplacering | Højeste hitlisteplacering | Højeste hitlisteplacering | Højeste hitlisteplacering | Højeste hitlisteplacering | Højeste hitlisteplacering | Højeste hitlisteplacering | Album               |
| År   | Titel                                                                         | IRE                       | AUS                       | AUT                       | BEL (Fla)                 | GER                       | NED                       | NZ                        | SWE                       | UK                        | US Main.                  | US Mod.                   | Album               |
| ---- | ----------------------------------------------------------------------------- | ------------------------- | ------------------------- | ------------------------- | ------------------------- | ------------------------- | ------------------------- | ------------------------- | ------------------------- | ------------------------- | ------------------------- | ------------------------- | ------------------- |
| 1987 | "Love Don't Work This Way"                                                    | 7                         | —                         | —                         | —                         | —                         | —                         | —                         | —                         | —                         | —                         | —                         | People              |
| 1987 | "Don't Go"                                                                    | 2                         | 39                        | 16                        | 36                        | 26                        | 28                        | 6                         | 6                         | 11                        | 16                        | 7                         | People              |
| 1988 | "Feet On the Ground"                                                          | 1                         | —                         | —                         | —                         | —                         | —                         | —                         | —                         | —                         | —                         | —                         | People              |
| 1988 | "I'm Sorry"                                                                   | 14                        | 50                        | —                         | —                         | —                         | 82                        | 30                        | —                         | 53                        | 23                        | 12                        | People              |
| 1988 | "Easier in the Morning"                                                       | 6                         | 98                        | —                         | —                         | —                         | —                         | —                         | —                         | 77                        | —                         | —                         | People              |
| 1990 | "Give It Up"                                                                  | 3                         | 53                        | —                         | —                         | 52                        | —                         | —                         | —                         | 30                        | 29                        | 2                         | Home                |
| 1990 | "I Can See Clearly Now"                                                       | 5                         | 22                        | —                         | —                         | —                         | —                         | —                         | —                         | 23                        | —                         | —                         | Home                |
| 1990 | "Movies"                                                                      | 19                        | 66                        | —                         | —                         | —                         | —                         | —                         | —                         | 68                        | —                         | —                         | Home                |
| 1991 | "Christchurch Bells"                                                          | —                         | 98                        | —                         | —                         | —                         | —                         | —                         | —                         | —                         | —                         | —                         | Home                |
| 1991 | "Hardstone City"                                                              | 7                         | 97                        | —                         | —                         | —                         | —                         | —                         | —                         | —                         | —                         | —                         | Home                |
| 1991 | "The Rose" (with The Dubliners)                                               | 2                         | —                         | —                         | —                         | —                         | —                         | —                         | —                         | —                         | —                         | —                         | non album single    |
| 1993 | "An Emotional Time"                                                           | 5                         | 57                        | —                         | —                         | —                         | —                         | —                         | —                         | 38                        | —                         | —                         | Songs from the Rain |
| 1993 | "Thing of Beauty"                                                             | —                         | —                         | —                         | —                         | —                         | —                         | —                         | —                         | —                         | 32                        | 14                        | Songs from the Rain |
| 1993 | "One Tongue"                                                                  | —                         | —                         | —                         | —                         | 55                        | —                         | —                         | —                         | 45                        | —                         | —                         | Songs from the Rain |
| 1993 | "Isn't It Amazing"                                                            | —                         | —                         | —                         | —                         | —                         | —                         | —                         | —                         | 46                        | —                         | —                         | Songs from the Rain |
| 1993 | "This Is It (Your Soul)"                                                      | —                         | —                         | —                         | —                         | —                         | —                         | —                         | —                         | 67                        | —                         | —                         | Songs from the Rain |
| 1994 | "Land" (with Midnight Oil, Daniel Lanois, Crash Vegas and The Tragically Hip) | —                         | 63                        | —                         | —                         | —                         | —                         | —                         | —                         | —                         | —                         | —                         | non album single    |
| 1998 | "You Can Love Me Now"                                                         | 32                        | —                         | —                         | —                         | —                         | —                         | —                         | —                         | 65                        | —                         | —                         | Born                |
| 2004 | "Your Love Goes On"                                                           | 12                        | —                         | —                         | —                         | —                         | —                         | —                         | —                         | —                         | —                         | —                         | Into Your Heart     |

### Kompilationer
- Larry Kirwan's Celtic Invasion – 2013 – Sí Do Mhaimeo Í
- No Prima Donna: The Songs of Van Morrison – 1994 – Bright Side of the Road